# Steffen Regis
Steffen Regis (* 12. Januar 1989 in Horb am Neckar) ist ein deutscher Politiker (Bündnis 90/Die Grünen). Von 2017 bis 2022 war er Landesvorsitzender von Bündnis 90/Die Grünen Schleswig-Holstein.

## Leben
Steffen Regis wuchs in Karlsruhe, in Gleiszellen-Gleishorbach und ab 1996 in Berkenthin in Schleswig-Holstein auf. Nach dem Abitur 2008 an der Lauenburgischen Gelehrtenschule in Ratzeburg studierte er zunächst Rechtswissenschaft an der Universität Kiel, absolvierte aber lediglich die Schwerpunktprüfung des Wahlfaches vor dem Ersten Staatsexamen.  2010 nahm er ein Studium der Geographie an der Universität Bonn auf, das er an der Kieler Universität fortsetzte und 2017 mit dem Bachelor of Science (B.Sc.) abschloss. Von 2012 bis 2016 war er Mitglied des Allgemeinen Studierendenausschusses der Christian-Albrechts-Universität zu Kiel.
Nach kurzer Tätigkeit bei einer Dienstleistungsfirma für Geoinformationssysteme und Geodatenmanagement wurde er 2017 persönlicher Referent bei Robert Habeck im Ministerium für Energiewende, Landwirtschaft, Umwelt, Natur und Digitalisierung des Landes Schleswig-Holstein. Bei der Landtagswahl 2022 war er Wahlkampfleiter der Grünen Schleswig-Holstein. Von 2023 bis 2025 war er Pressesprecher des Ministeriums. Von 2024 bis 2025 war er Büroleiter der Bundesgeschäftsstelle von Bündnis 90/Die Grünen. Seit 2025 ist er Wahlkampfleiter von Bündnis 90/Die Grünen Sachsen-Anhalt für die Landtagswahl 2026.

## Politik
Regis wurde 2010 Mitglied der Grünen im Kreisverband Kiel. Von 2014 bis 2017 war er Sprecher der Landesarbeitsgemeinschaft Bildungspolitik.
Im Oktober 2017 löste er nach einem „Wahlkrimi“ auf der Landesdelegiertenversammlung Arfst Wagner als männlichen Teil der quotierten Doppelspitze im Landesvorsitz der Grünen Schleswig-Holstein ab. Seine weibliche Mitvorsitzende wurde Ann-Kathrin Tranziska. Beide unterstützen die Jamaika-Koalition in Schleswig-Holstein und wurden zuletzt im Mai 2021 als Doppelspitze wiedergewählt. Auf dem Landesparteitag im September 2022 kandidierte er nicht wieder als Co-Vorsitzender.